# ماراش کومبولا
ماراش کومبولا (آلبانیایی: Marash Kumbulla؛ زادهٔ ۸ فوریهٔ ۲۰۰۰) بازیکن فوتبال اهل آلبانی است که برای باشگاه رم بازی می‌کند.

## سابقه باشگاهی
از باشگاه‌هایی که در آن بازی کرده‌است می‌توان به هلاس ورونا و رم اشاره کرد.

## عملکرد ملی
وی همچنین در تیم ملی فوتبال آلبانی بازی کرده‌است.

## آمار ملی

### بازی‌های ملی
تا تاریخ ۲۷ مارس ۲۰۲۳
| آلبانی | آلبانی | آلبانی |
| سال    | بازی   | گل     |
| ------ | ------ | ------ |
| ۲۰۱۹   | ۱      | ۰      |
| ۲۰۲۰   | ۲      | ۰      |
| ۲۰۲۱   | ۹      | ۰      |
| ۲۰۲۲   | ۵      | ۰      |
| ۲۰۲۳   | ۱      | ۰      |
| مجموع  | ۱۸     | ۰      |